# Municipio de Twelve Mile Lake
El municipio de Twelve Mile Lake (en inglés: Twelve Mile Lake Township) es un municipio ubicado en el condado de Emmet en el estado estadounidense de Iowa. En el año 2010 tenía una población de 156 habitantes y una densidad poblacional de 1,71 personas por km².

## Geografía
El municipio de Twelve Mile Lake se encuentra ubicado en las coordenadas 43°17′44″N 94°50′34″O / 43.29556, -94.84278. Según la Oficina del Censo de los Estados Unidos, el municipio tiene una superficie total de 91.13 km², de la cual 90,25 km² corresponden a tierra firme y (0,97 %) 0,88 km² es agua.

## Demografía
Según el censo de 2010, había 156 personas residiendo en el municipio de Twelve Mile Lake. La densidad de población era de 1,71 hab./km². De los 156 habitantes, el municipio de Twelve Mile Lake estaba compuesto por el 100 % blancos. Del total de la población el 0 % eran hispanos o latinos de cualquier raza.